# بیمارستان هرلو
بیمارستان هرلو (به لاتین: Herlev Hospital)، یک بیمارستان در دانمارک است که در شهرداری هرلو واقع شده است.